# Sveta Petka (Sopichté)
Sveta Petka (en macédonien Света Петка, en albanais Satapetka) est un village du nord de la Macédoine du Nord, situé dans la municipalité de Sopichté. Le village comptait 712 habitants en 2002. Il est majoritairement albanais et se trouve sur le versant sud du mont Vodno. Son nom signifie « Sainte-Parascève » et honore Parascève d'Épibata, particulièrement vénérée dans les Balkans.

## Démographie
Lors du recensement de 2002, le village comptait :
- Albanais : 701
- Autres : 11